# Резниченко, Николай Семёнович
Николай Семёнович Резниченко (23 марта 1952, станица Кабардинская, Апшеронский район, Краснодарский край, РСФСР СССР — 6 июля 2021) — советский и российский военачальник. Первый заместитель начальника ФПС России – начальник Главного штаба (1999—2003), генерал-полковник.

## Биография
В 1969 году окончил среднюю школу станицы Кабардинской.
В пограничных войсках с 1970 года. В этом году поступил в Алма-Атинское высшее пограничное командное училище КГБ при СМ СССР имени Ф. Э. Дзержинского, но после окончания второго курса (1972) его дивизион был переведён в Высшее пограничное военно-политическое училище КГБ при Совете министров СССР имени К. Е. Ворошилова, которое он окончил в 1974 году. С 1979 по 1982 год учился в Военной академии имени М. В. Фрунзе.
Проходил службу в Северо-Западном, Прибалтийском, Закавказском и Среднеазиатском пограничных округах на должностях: заместитель начальника пограничной заставы по политической части, начальник пограничной заставы, начальник пограничного отряда. В 1984-1986 годах участвовал в боевых действиях на территории Афганистана. В ходе боевых операций был 2 раза ранен и 1 раз контужен. Воинские звания «подполковник» и «полковник» были присвоены досрочно. В 1989 году — начальник 68-го пограничного отряда в посёлке Тахта-Базар на советско-афганской границе. Участник операции во выводу советских войск из Демократической Республики Афганистан. С 1991 года – заместитель начальника штаба Среднеазиатского пограничного округа.
В 1994 году окончил Военную академию Генерального штаба Вооружённых Сил Российской Федерации. С 1994 года служил начальником управления в Главном штабе ФПС России. С 1995 по 1996 годы – начальник штаба – первый заместитель командующего Калининградской группы Пограничных войск Российской Федерации, а с 1996 по 1998 годы — начальник штаба – первый заместитель командующего Кавказским особым пограничным округом.
С марта 1998 года — начальник Пограничной группы ФПС России в Республике Таджикистан. С февраля 1999 года по 2003 год — первый заместитель директора Федеральной пограничной службы Российской Федерации – начальник Главного штаба Федеральной пограничной службы Российской Федерации. В 2003 году уволен в отставку.
Занимался активной деятельностью, являлся председателем Правления СРО «Союз частных предприятий безопасности», председателем правления Регионального благотворительного общественного фонда помощи развитию детско-юношеского спорта «Алмаз».
Женат. Два сына и два внука. Оба сына офицеры.
Скоропостижно скончался 6 июля 2021 года. Похоронен на Федеральном военном мемориальном кладбище.

## Награды
- орден Красного Знамени
- орден Красной Звезды
- орден «За личное мужество»
- медали СССР
- орден «За храбрость» (Афганистан)
- медаль «За отвагу» (Афганистан)